# Société des avions Michel Wibault

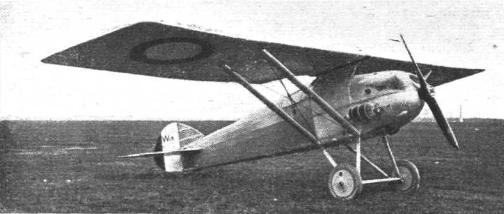
Wibault 3

La Société des Avions Michel Wibault a été créée en 1919 par Michel Wibault (1897-1963). Ses ateliers de construction étaient installés à Billancourt.

## Historique
Dans les années 1920, Wibault installe une usine de production d'hydravions à Bouguenais, dans la région nantaise.
En 1931 Michel Wibault s'associe avec les Chantiers de Penhoët localisés à Saint-Nazaire. La société est ainsi renommée Wibault-Penhoët.
En 1934, Wibault-Penhoët est absorbée par la société Breguet. En 1936, l'industrie aéronautique est nationalisée : les ateliers Breguet présents en Loire-Atlantique sont fusionnés au sein de la SNCAO.